# Omowumi Dada
Omowunmi Dada es una actriz nigeriana, principalmente conocida por su papel de Folake en la serie de televisión Jemeji de M-net. Participó en la película yoruba de 2017 Somewhere in the Dark, ganadora del premio AMVCA en la categoría Mejor Película Indígena, y por la cual recibió una nominación a Mejor Actriz de Reparto (Yoruba) en los Best of Nollywood Awards 2017. En 2018, interpretó la voz del personaje principal en Sade, una película de animación nigeriana.

## Biografía
Dada nació el 2 de octubre de 1989 en el estado de Lagos. Estudió Artes Creativas en la Universidad de Lagos.

## Carrera
Comenzó su carrera con pequeños papeles en obras de teatro mientras aún era una estudiante universitaria. Su primera actuación importante en el escenario fue en la obra Moremi Ajasoro, dirigida por Femi Oke. En 2013, debutó en la película Oya junto a Tunji Sotimirin y, posteriormente, se unió al elenco de Omugwo, dirigida por Kunle Afolayan, junto a Patience Ozokwor y Ayo Adesanya.
Ha participado en series de televisión como Married to the Game de EbonylifeTv, Best Friends y Dere, adaptación africana de la "Cenicienta" de Disney, Jemeji de M-net, Tinsel, So Wrong so Wright, Needles Eyes y Bella's Place.
En 2017, volvió al teatro con Isale Eko, una obra adoptada como parte de las actividades del gobierno del estado de Lagos para celebrar su 50 aniversario.
En 2018, se unió al elenco de Sade, la primera película de animación de larga duración de Nigeria, estrenada en 2019.
En diciembre de 2017, fue nominada como Mejor Actriz del Año por Charles Novia.

## Filmografía
- The Gods are Still Not To Blame (2012)
- Ojuju (2014)
- The Antique (2015)
- Somewhere in the Dark (2016)
- Yes I Don't (2016)
- Omugwo (2017)
- Bias (2017)
- King Invincible (2017)
- Something Wicked (2017)
- Chatch-er (2017)
- The Ghost and the Tout (2018)
- Just Before I do (2018)
- Oga Bolaji (2018)
- Like Dominoes (2018)
- The Family (2019)
- Diamonds in the Sky (2019)
- Òlòtūré (2019)
- Zena (2019)[11]
- The Man Who Cuts Tattoos (2019)
- Nightcrawlers (2020)
- Sessions (2020)
- Reach (2020)
- Finding Hubby (2020)
- Bedroom Points
- City of Bastards (TBA)

### Series de televisión
- Jemeji
- Tinsel
- So Wrong So Wright
- Needles Eyes
- Tales of Eve
- Taste of Love
- Casino
- Game On[12]
- The Wages - 2013
- Married To The Game- MTTG – 2014
- Love, Lies & Alibi– 2014
- Alone– 2018
- Shuga– 2019[11]

## Premios y nominaciones
| Año  | Premios                     | Categoría                                    | Resultado | Ref.   |
| ---- | --------------------------- | -------------------------------------------- | --------- | ------ |
| 2017 | CRMA                        | Mejor actriz                                 | Nominada  |        |
| 2017 | Premios de Cine City People | Mejor actriz de reparto                      | Nominada  |        |
| 2017 | Premios ELOY                | Mejor actriz en pantalla grande y televisión | Nominada  |        |
| 2018 | Best of Nollywood Awards    | Mejor actriz en un papel principal - Inglés  | Nominada  | [ 13 ] |
| 2019 | Best of Nollywood Awards    | Mejor actriz en un papel principal - Inglés  | Nominado  | [ 14 ] |
| 2019 | Best of Nollywood Awards    | Mejor actriz en un papel principal –Yoruba   | Nominada  | [ 14 ] |
| 2019 | Best of Nollywood Awards    | Mejor beso en una película                   | Nominada  | [ 14 ] |
| 2020 | Best of Nollywood Awards    | Mejor actriz principal                       | Ganadora  | [ 15 ] |
| 2020 | Best of Nollywood Awards    | Mejor beso en una película                   | Nominada  | [ 16 ] |